# Thomson Allan
Thomson Sandlands Allan (* 5. Oktober 1946 in Longridge, West Lothian, Schottland) ist ein ehemaliger schottischer Fußballspieler.

## Karriere

### Verein
Allan begann seine Karriere als Berufsfußballer 1963 bei Hibernian Edinburgh. 1969 zog er mit den Hibs in das Finale des Schottischen Ligapokals ein, in dem er mit seinem Team mit 2:6 gegen Celtic Glasgow unterlag. 1971 wechselte er zum FC Dundee, mit dem er 1973 erneut ins Finale des Ligapokals wiederum gegen Celtic einzog. Der 1:0-Sieg seiner Mannschaft im Glasgower Hampden Park bedeutete für ihn den einzigen Titelgewinn in seiner Profikarriere.
1979 verließ er Dundee und spielte eine Saison für Heart of Midlothian. Von dort wechselte er 1980 zum FC Falkirk, der gerade in die zweitklassige Scottish Football League First Division aufgestiegen war. Nach drei Jahren bei den Baims ließ er seine Karriere beim unterklassigen Klub FC East Stirlingshire ausklingen.

### Nationalmannschaft
Allan kam 1974 in zwei Freundschaftsspielen gegen Deutschland (1:2) und Norwegen (2:1) für die schottische Nationalmannschaft zum Einsatz. Im selben Jahr stand er im schottischen Aufgebot für die Fußball-Weltmeisterschaft 1974 in Deutschland, bei der er jedoch nicht eingesetzt wurde.

## Erfolge
- Schottischer Ligapokal (1): 1973
- Schottischer Ligapokalfinalist (1): 1969